# PURE ENERGY
『PURE ENERGY』（ピュアエナジー）は、國府田マリ子の3枚目のベストアルバムである。

## 収録曲
1. PURE ENERGY 〜僕らの歌〜
作詞：國府田マリ子、作曲・編曲：山田直毅
アルバム書き下ろし新曲
2. 世界中のポスト
作詞・作曲：泉川そら、編曲：亀田誠治
2ndマキシシングル「ハチミツ」より
3. 心の矢印
作詞・作曲：泉川そら、編曲：亀田誠治
3rdマキシシングル「心の矢印」より
4. 夏色の花
作詞：國府田マリ子、作曲：井上うに、編曲：亀田誠治
2ndマキシシングル「ハチミツ」より
5. ハチミツ
作詞・作曲：松本タカヒロ、編曲：亀田誠治
2ndマキシシングル「ハチミツ」より
6. グラジオラス
作詞：米村裕美、作曲・編曲：井上うに
8thアルバム『あいたくて』より
7. もんしろちょう
作詞・作曲：松本タカヒロ、編曲：亀田誠治
4thマキシシングル「もんしろちょう」より
8. 花
作詞：鈴木哲彦、作曲：expo、編曲：山田直毅、井上うに
6thマキシシングル「花」より
9. Don't Fake
作詞・作曲：米村裕美、編曲：亀田誠治
7thアルバム『そら』より
10. あなたが恋人だった
作詞・作曲：上田まり、編曲：亀田誠治
7thアルバム『そら』より
11. GOAL
作詞：鈴木哲彦、作曲：expo、編曲：鶴谷崇
8thアルバム『あいたくて』より
12. その時まで
作詞：渡辺高章、作曲：鶴谷崇、編曲：井上うに
5thマキシシングル「その時まで」より
13. 淋しがりやの恋
作詞・作曲：うえだまり、編曲：亀田誠治
1stマキシシングル「淋しがりやの恋」より
14. あいたくて
作詞：米村裕美、作曲・編曲：井上うに
8thアルバム『あいたくて』より